# Peter Maxwell Davies
Sir Peter Maxwell Davies (Manchester, 8 settembre 1934 – Sanday, 14 marzo 2016) è stato un compositore britannico, nominato nel 2004 Master of the Queen's Music.
Studente dell'università di Manchester e del Royal Manchester College of Music, fondò con alcuni compagni il movimento di musica contemporanea denominato New Music Manchester.
Fu autore di otto lavori teatrali, dal monodramma Eight Songs for a Mad King (1969), The Lighthouse (1980), a Kommilitonen! (2011); fu inoltre autore di dieci sinfonie, la prima delle quali fu composta tra il 1973 e il 1976 e l'ultima, Alla ricerca di Borromini, nel 2013.
Dal 1979 al 1984 fu direttore artistico della Dartington International Summer School, mentre dal 1992 al 2002 fu direttore associato della Royal Philharmonic Orchestra.